# Coppetta da cocktail
La Coppetta da cocktail (conosciuta anche col termine anglofono Martini cocktail glass abbreviato spesso in Martini glass) o semplicemente bicchiere da cocktail (o in inglese stem cocktail glass spesso abbreviato in cocktail Glass) è, per l'appunto, un bicchiere da cocktail di forma conica rovesciata (con apertura di circa 45 gradi) sormontata su un gambo che poggia su una base piatta.
Il bicchiere va utilizzato, per servire il cocktail, a una temperatura di zero gradi, il gambo permette la tenuta del bicchiere senza influenzare la temperatura della bevanda.
L'origine del nome della coppetta è combattuto, ma ruota sempre intorno al celebre cocktail "Martini". Qualcuno dice sia il nome del barista italiano che per primo, nella Londra del 1912, l'avrebbe preparato per John D. Rockefeller. Altri dicono che un certo professor Jerry Thomas, negli anni '50, sulla strada per Martinez (California), l'avrebbe inventato per alleviare il mal di stomaco di un minatore. Altri ancora che c'entri il noto vermut italiano Martini.

## Varianti
Una variante è rappresentata dalla doppia coppetta, più alta e più ampia nell'apertura, con una capacità media di 17-19 cl contro i 12-14 della coppetta normale. Il bicchiere, anche a seconda del materiale utilizzato, vetro o cristallo, può avere proporzioni diverse; è molto diffusa una variante ad angolo più acuto di quello di 45° con coppa più alta.
Nel 2009 presso la Terrazza Martini a Milano è stato organizzato un evento volto a reinventare il celebre bicchiere. Una giuria presieduta da Aldo Cibic ha premiato Marco Bevilacqua per la sua interpretazione chiamata "Envie".